# Liste der Kulturgüter in Alberswil
Die Liste der Kulturgüter in Alberswil enthält alle Objekte in der Gemeinde Alberswil im Kanton Luzern, die gemäss der Haager Konvention zum Schutz von Kulturgut bei bewaffneten Konflikten, dem Bundesgesetz vom 20. Juni 2014 über den Schutz der Kulturgüter bei bewaffneten Konflikten sowie der Verordnung vom 29. Oktober 2014 über den Schutz der Kulturgüter bei bewaffneten Konflikten unter Schutz stehen.
Objekte der Kategorien A und B sind vollständig in der Liste enthalten, Objekte der Kategorie C fehlen zurzeit (Stand: 1. Januar 2023). Unter übrige Baudenkmäler sind zusätzliche Objekte zu finden, die im kantonalen Denkmalverzeichnis verzeichnet und nicht bereits in der Liste der Kulturgüter enthalten sind.

## Kulturgüter
| Foto |                                                                                | Objekt                                              | Kat. | Typ | Standort                     | Beschreibung |
| ---- | ------------------------------------------------------------------------------ | --------------------------------------------------- | ---- | --- | ---------------------------- | ------------ |
| ja   | Datei hochladen · Wikidata zu Ruine Kastelen (Q6374795)                        | Kastelen, mittelalterliche Burgruine KGS-Nr.: 03629 | A    | F   | Kastelen 2.7 642047 / 221923 |              |
| ja   | Datei hochladen · Wikidata zu Schweizerisches Agrarmuseum Burgrain (Q27478286) | Schweizerisches Agrarmuseum Burgrain KGS-Nr.: 08587 | A    | S   | Burgrain 24 642571 / 221511  |              |
| ja   | Datei hochladen · Wikidata zu Herrenhaus Kastelen (Q29785517)                  | Herrenhaus Kastelen KGS-Nr.: 03627                  | B    | G   | Kastelen 2 642332 / 222084   |              |
| ja   | Datei hochladen · Wikidata zu Kapelle St. Blasius (Q29785518)                  | Kapelle St. Blasius KGS-Nr.: 03628                  | B    | G   | Burgrain 9.2 642433 / 221366 |              |

## Übrige Baudenkmäler
| ID   | Foto |                 | Objekt             | Typ | Standort                              | Beschreibung |
| ---- | ---- | --------------- | ------------------ | --- | ------------------------------------- | --- |
| 168c | BW   | Datei hochladen | Neue Steiner-Mühle | G   | Mühlestrasse 16, 16.1 642664 / 222029 | Ehemaliges Mühlengebäude, heute Aparthotel und Wohnhaus mit historischer Turbinenanlage der Neuen Steinermühle von 1865 |

Legende: Siehe Legende der Liste der Kulturgüter von nationaler und regionaler Bedeutung. Anstelle der KGS-Nummer wird als Objekt-Identifikator (ID) die Gebäudenummer im kantonalen Denkmalverzeichnis verwendet.